# Улица Алгазина
Улица Алга́зина (укр. вулиця Алга́зіна) — улица в западной части города Прилуки. Длина 700 метров, с твёрдым покрытием. Проложена в первой половине XIX века по генплану застройки города 1802 года. В начале XX века на улице Военной жили казаки. В усадьбе мещанина Павленко размещалось кустарное предприятие по обработке кожи. Мещанка Тауба Фаликовна Мариенгоф в начале XX века на купленных у Добродько и Гордиенко полях в конце улицы построила усадьбу, пивоваренный и кирпичный заводы. В нынешнее время на этой территории расположены Кирпичный завод № 1 и заводоуправление «Прилукские стройматериалы».

## Этимология годонима
В 1985 году переименована в честь Героя Советского Союза А. К. Алгазина.

## Трассировка
Улица берёт своё начало от Квашенской улицы (№ 5, 11а) и идёт на юг до начала Константиновской улицы.

Пересекается улицами:
- улица Ивана Скоропадского
- Киевская улица
- Военный переулок
- Николаевская улица

## Здания, сооружения, места
На улице сохранились памятники народной архитектуры: двухэтажный дом заводчиков Мариенгофов с фасадом, украшенным фигурной кирпичной кладкой начала XX века, хата казака Сидорка (№ 32а)второй половины XIX века, дом почётного гражданина из дворян Кривуши (№ 22) конец XIX — начало XX вв.

## Транспорт
Автобусного движения по улице нет. Ближайшая остановка ул. Казачья